# Microthelphusa
Microthelphusa is een geslacht van kreeftachtigen uit de klasse van de Malacostraca (hogere kreeftachtigen).

## Soorten
- Microthelphusa barinensis Rodríguez, 1980
- Microthelphusa bolivari Rodríguez, 1980
- Microthelphusa forcarti (Pretzmann, 1967)
- Microthelphusa furcifer Pedraza & Tavares, 2014
- Microthelphusa ginesi Rodríguez & Esteves, 1972
- Microthelphusa lipkei Magalhães, 2010
- Microthelphusa meansi Cumberlidge, 2007
- Microthelphusa odaelkae (Bott, 1970)
- Microthelphusa racenisi (Rodríguez, 1966)
- Microthelphusa rodriguezi (Pretzmann, 1968)
- Microthelphusa somanni (Bott, 1967)
- Microthelphusa sucreensis Rodríguez & M. R. Campos, 2000
- Microthelphusa turumikiri Rodríguez, 1980
- Microthelphusa viloriai Suárez, 2006
- Microthelphusa wymanni (Rathbun, 1905)